# Liège-Bastogne-Liège 1985
La 71e édition de Liège-Bastogne-Liège a eu lieu le 21 avril 1985 et a été remportée par l'Italien Moreno Argentin.

## Déroulement de la course
Au départ de cette 71e édition de la Doyenne, tous les coureurs en forme sont présents, à l'exception de Francesco Moser. Il faut aussi noter l'abandon de Giuseppe Saronni, impliqué dans une chute près de Stavelot. La course s'avère très mouvementée mais l'action décisive a lieu à 30 kilomètres de l'arrivée, lors de l'ascension de la côte de la Redoute quand les deux premiers de la Flèche wallonne disputée quatre jours auparavant, le Belge Claude Criquielion et l'Italien Moreno Argentin, s'échappent en compagnie de l'Irlandais Stephen Roche. Dans ce trio de tête, le plus rapide au sprint est Argentin. Ses deux compagnons d'échappée essaient de le lâcher à plusieurs reprises mais sans réussir. Derrière le trio de tête, se trouve un groupe composé de Sean Kelly, Laurent Fignon, Guido Van Calster, Mario Beccia et Phil Anderson mais, malgré la supériorité numérique, il ne peut plus revenir. Les trois fugitifs s'affrontent pour la victoire finale avec le succès d'Argentin.
Sur les 191 cyclistes qui ont pris le départ, 85 terminent la course.

## Classement
| n° | Coureur            | Équipe          | Temps           |
| -- | ------------------ | --------------- | --------------- |
| 1  | Moreno Argentin    | Sammontana      | 6 h 37 min 22 s |
| 2  | Claude Criquielion | Hitachi-Spendor | m.t.            |
| 3  | Stephen Roche      | La Redoute      | m.t.            |
| 4  | Sean Kelly         | Skil-Sem        | à 16 s          |
| 5  | Laurent Fignon     | Renault-Elf     | m.t.            |
| 6  | Guido Van Calster  | Ariostea        | m.t.            |
| 7  | Phil Anderson      | Panasonic       | m.t.            |
| 8  | Mario Beccia       | Malvor          | m.t.            |
| 9  | Acácio da Silva    | Malvor          | à 2 min 46 s    |
| 10 | Steven Rooks       | Panasonic       | m.t.            |